# نیکولو کنسولینی
نیکولو کنسولینی (انگلیسی: Nicolò Consolini؛ زادهٔ ۲۲ دسامبر ۱۹۸۴) بازیکن فوتبال اهل ایتالیا است.
از باشگاه‌هایی که در آن بازی کرده‌است می‌توان به باشگاه فوتبال بولونیا، باشگاه فوتبال چزنا، و باشگاه فوتبال ساسولو اشاره کرد.